# Thymus vulgaris
El tomillo común (Thymus vulgaris), también tomillo vulgar o simplemente tomillo es un arbusto de la familia de las labiadas ampliamente usado en gastronomía y medicina. Se caracteriza por sus aceites esenciales que producen un olor aromático agradable e intenso, con el que atrae a polinizadores de Diptera e Hymenoptera. Entre las diversas propiedades medicinales que tiene el tomillo se pueden mencionar que es digestivo, antiséptico y vigorizante.
Se considera una de las «hierbas mediterráneas», un grupo de plantas aromáticas que se usan en las cocinas tradicionales del Mediterráneo, junto con el romero, el orégano, la mejorana, la albahaca, etcétera. El tomillo vulgar se ha adaptado a otros ecosistemas en América, África y Asia. No se debe confundir el tomillo vulgar con el tomillo limón (T. citriodorus), el tomillo salsero (T. zygis) o el serpol (T. serphyllum), plantas emparentadas.

## Descripción

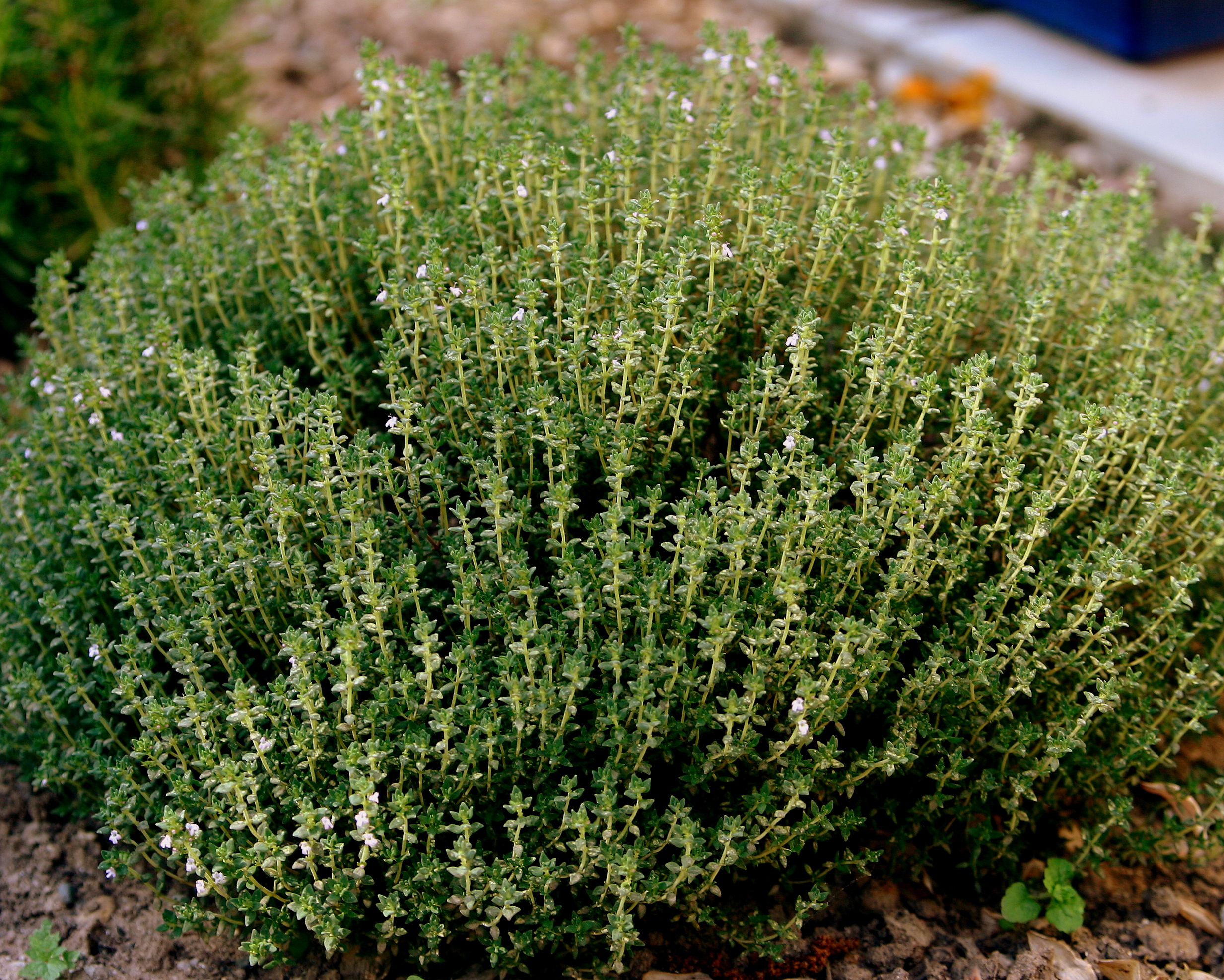
Planta de tomillo.

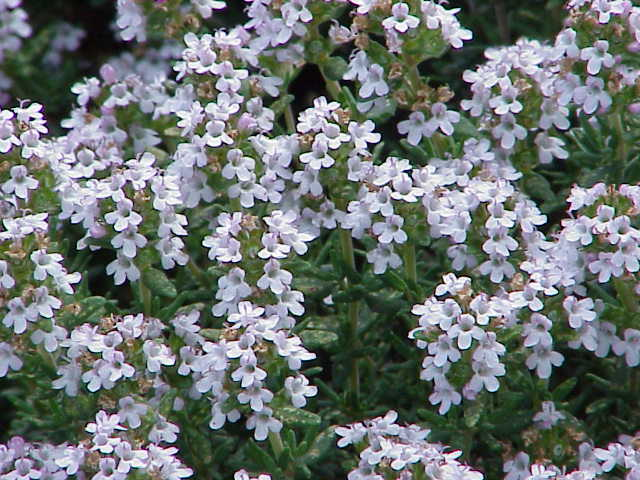
Flores del tomillo

El tomillo común es una planta perenne de tipo subarbustiva, con un tamaño que rara vez supera los treinta centímetros de altura. 
Sus tallos son leñosos en la base y herbáceos en la parte superior. Es una planta que tiende a una alta ramificación, y estos tallos se suelen agrupar en grandes matas en donde no es fácil distinguir dónde acaba una planta y empieza la otra. Los tallos florales nunca producen raíces adventicias. Tienden al arrastre en su inicio y luego se yerguen en su parte final.

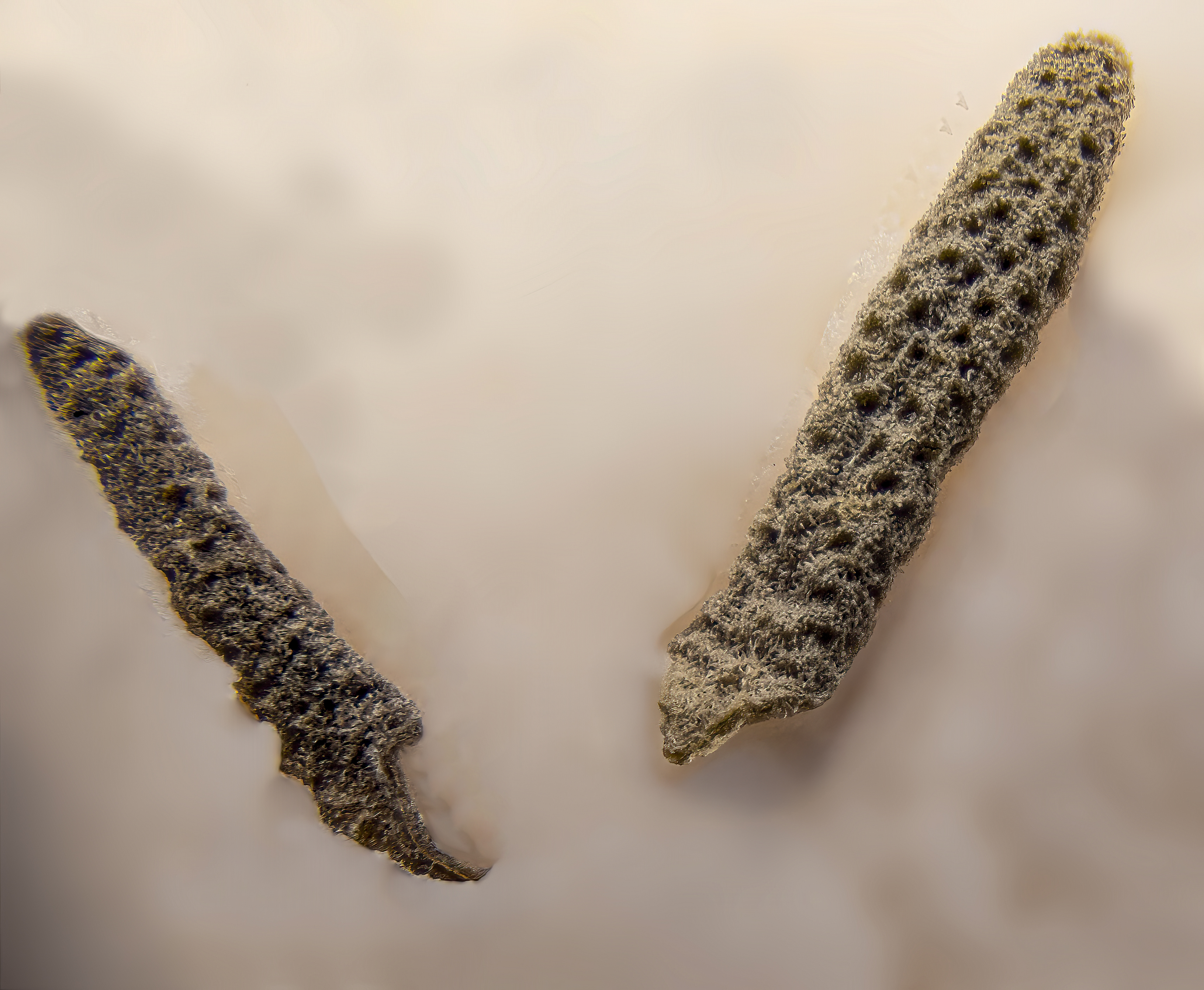
Granos de Tomillo

Las hojas son abundantes y de tamaño diminuto, entre 5 y 8 mm de longitud. Tienen una forma oblonga-ovalada, a veces lanceolada (véase morfología foliar), con los bordes curvados. Son de color verde oscuro, dependiendo de la variedad con matices lilas o grisáceos. Por el envés las hojas son blancas y tomentosas (algodonosas). Cuentan con nervaduras laterales bien definidas y con un pecíolo extremadamente corto.
Las flores son pequeñas, de color blanco o rosa violáceo, pediceladas, axilares, y se agrupan en pequeñas espigas situadas en el extremo distal de las ramas. Forman así una especie de espiga foliácea en la parte superior de las ramificaciones del tallo, a veces con inflorescencia interrumpida. Las brácteas son verde grisáceas. El cáliz, algo giboso, con pelos duros, es bilabiado. tiene tres dientes en el labio superior, cortos, casi iguales, y dos en el inferior, muy agudos, más largos, con pelos en sus bordes y de color rojizo. La corola, un poco más larga que el cáliz, con el labio superior erguido y el inferior trilobulado. El pistilo está rodeado por un nectario prominente en el lado anterior. Los cuatro estambres sobresalen de la corola.
Florece entre abril y septiembre. A pesar de este periodo de floración tan dilatado, el momento idóneo para su recolección es en los primeros meses (abril y mayo), el momento en el que la concentración de principios activos es mayor.

## Hábitat
En cuanto al hábitat, prefiere suelos áridos y pobres, y bien drenados (que sean arenosos, pedregosos o rocosos), con una exposición considerable a la luz solar, y capaz de soportar bien las sequías. En la cuenca mediterránea, el tomillo crece espontáneamente y, cuando se dan las condiciones idóneas mencionadas, se expande de forma abundante dominando el paisaje y formando «tomillares». Convive en el mismo entorno con otras plantas aromáticas como el romero y la lavanda. Ha encontrado su hábitat natural en el mediterráneo occidental, aunque su origen parece situarse en África y Oriente Medio. Así pues, en la península ibérica, prevalece en áreas cercanas al mar mediterráneo, mientras que en la cornisa cantábrica y Portugal apenas está presente. España es el país con mayor diversidad de variedades, y donde se produce más cantidad de tomillo. En cambio, en el mediterráneo oriental es bastante menos común.
También se adapta fácilmente a climas más húmedos.

## Composición
Los aceites esenciales alcanzan su máxima proporción en las plantas de tres años. Las sustancias identificadas en el tomillo son:
| - Aceites esenciales - alcohol amílico - alfa-terpineol - borneol (8%) - cariofileno - carvacrol (1-10%) - esenol - gamma-terpina (5-10%) - geraniol - linalol (8%) - p-cimeno (14-45%) - terpineol - timol (20-55%) - timeno - trans-thuyanol - Ácidos fenólicos - ácido cafeico (0.15-1.35%) - ácido rosmarínico - ácido clorogénico - Ácidos triterpénicos - ácido oleanólico - ácido ursólico | - Flavonoides - apigenina - cirsilineol - cirsimaritina - eriodictol - flavonas - glicósidos flavónicos - luteolina - naringenina - salvigenina - timonina - timusina - Saponinas - n-triacontano - Otros - taninos - manganeso - grasas |

De los compuestos mencionados, destaca el timol, que es el que le proporciona su característico olor. Asimismo contiene vitaminas B1 y C.

## Aprovechamiento humano

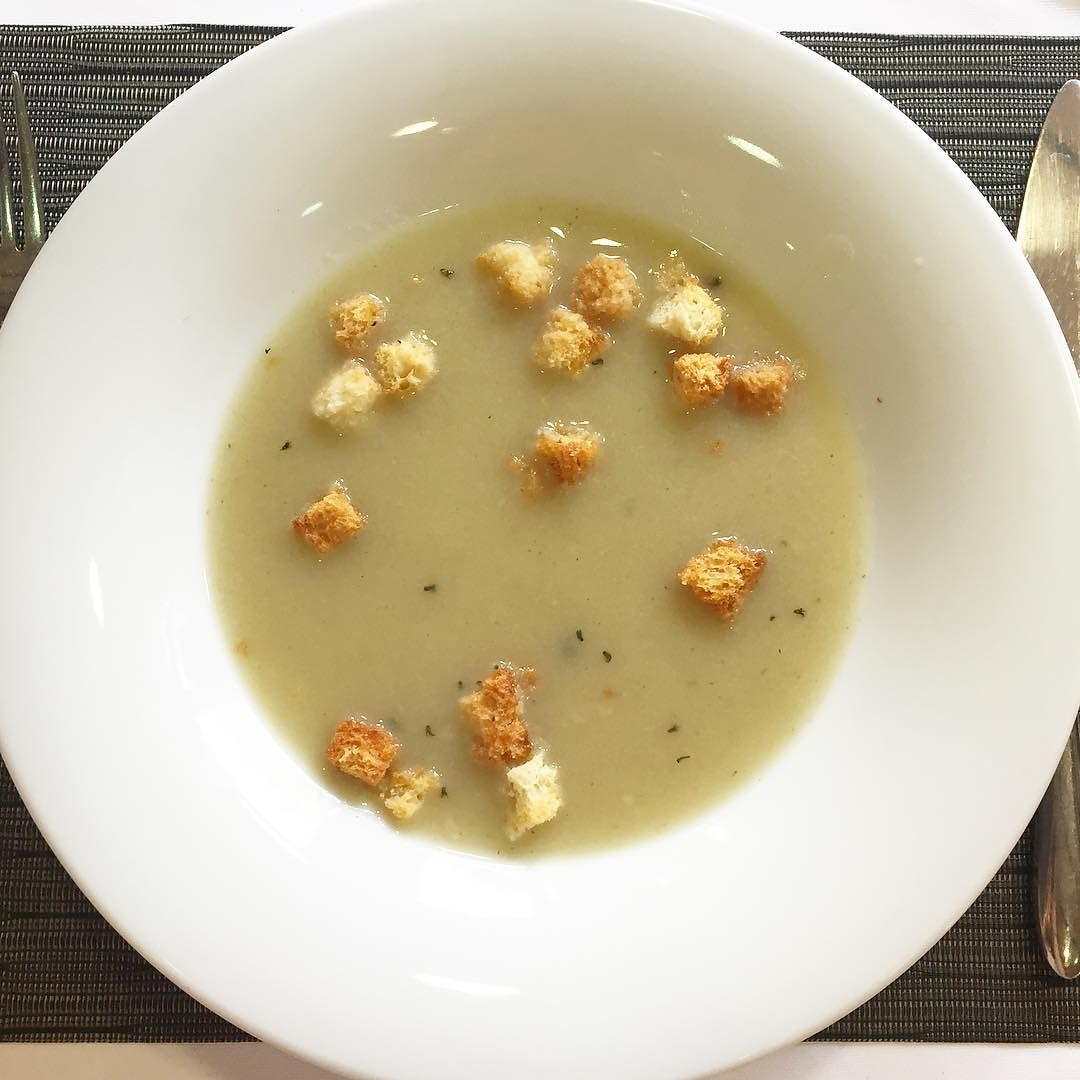
Sopa de tomillo.

La recolección de esta planta se da a principios de su floración, en primavera (abril y mayo), cuando cuenta con una mayor proporción de aceites esenciales, y por lo tanto sabor y aroma. Se realiza cuando la planta no está húmeda, a eso de media mañana.
Como método de conservación, se puede secar a la sombra en un lugar ventilado y conservarse en frascos herméticos. El secado no hace que se pierdan los principios activos, pero el tomillo entero siempre conserva mejor los aromas que el tomillo molido. El tomillo fresco se puede congelar sin que mermen sus propiedades organolépticas. Sin embargo, no debe lavarse hasta momento de su utilización. Se lava y sacude antes de usarse para eliminar el polvo y los posibles insectos.

### Uso culinario

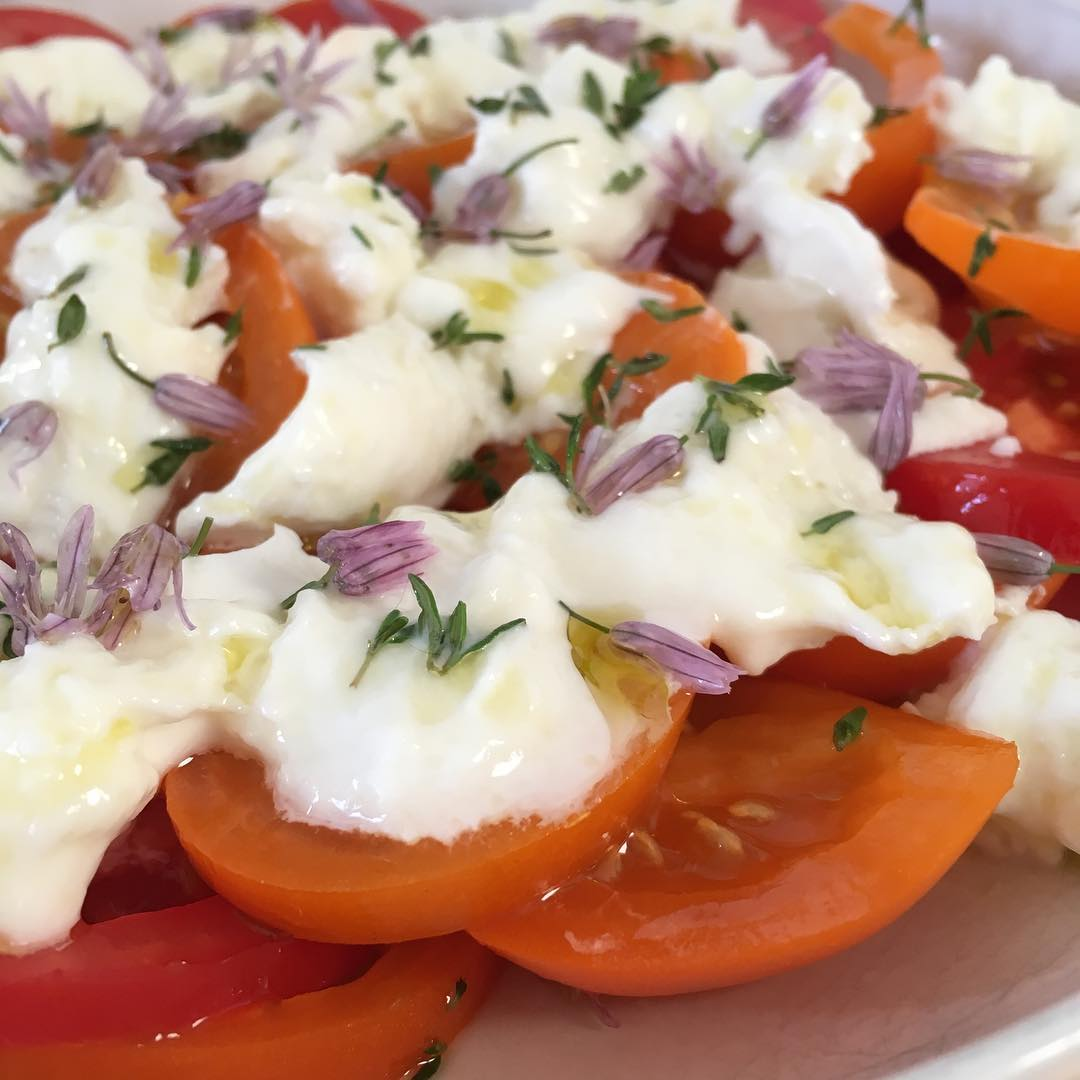
Hojas y flores frescas de tomillo con queso y tomate

El tomillo se usa en la gastronomía mediterránea para aromatizar platos de carne y pescado, en guisados o estofados, en las albóndigas, en adobos de carne, escabeches, maceraciones, embutidos, en salsas, para aliñar ensaladas, y un largo etcétera. Sus hojas se atan con otras hierbas aromáticas en un ramillete conocido como bouquet garni e infusionan caldos de todo tipo. Dependiendo de la hierba aromática, se agrega antes o después a la cocción. En el caso del tomillo, debe añadirse al inicio de los guisos para que sus esencias tengan tiempo de impregnar los ingredientes. Sus flores son comestibles, aunque se usan más frecuentemente en la medicina popular. 
En cuanto a la mezcla con otras hierbas aromáticas, la gastrónoma hispanogermana Leiz (2013) menciona algunas con las cuales el sabor del tomillo no es compatible y por lo tanto no se deberían combinar en un plato. Estas hierbas son la mejorana, el orégano, el perifollo, las acederas o berros, e incluso el romero. Por otro lado, recomienda usarlo con calabacines, pimientos y tomates. Las parrilladas mediterráneas, sean de carne o de hortaliza, se suelen aromatizar con tomillo. 
En árabe el tomillo se conoce como زَعْتَر zaʿatar, que es también el nombre de una popular mezcla de hierbas típica de la cocina levantina. En Oriente Medio, un típico tentempié es servir zatar junto con el mejor aceite de oliva (zayt-tu-zaʿatar), y comerlo mojando pan árabe en el aceite y luego en la mezcla de hierbas. Un queso de la zona llamado شنكليش shanklish consiste en pelotas cubiertas con hojas de tomillo seco. Se preparan quesos aromatizados con tomillo en todo el mediterráneo, destacándose la Provenza francesa.

### Farmacología
El tomillo tiene una larga tradición en la fitoterapia popular, especialmente entre los diversos pueblos que han habitado el Mediterráneo. Se recomienda para dolores estomacales, cólicos abdominales, indigestiones, etc. Es antiséptico sobre úlceras y heridas, antipúdrida, tónico (activa el sistema nervioso), estomacal y digestivo, además de antiespasmódico estomacal, carminativo (favorece la expulsión de flatulencias), expectorante y balsámico. Es especialmente útil en casos de tos, resfriado, bronquitis, laringitis y catarros en general que afecten al aparato respiratorio. Los tragos y gargarismos con este líquido da excelentes resultados para las inflamaciones bucofaríngeas.
Todas sus partes son útiles, aunque las que presentan una mayor proporción de aceites esenciales son las sumidades florales, que son las que se aprovechan en la medicina. A nivel culinario, una sencilla sopa de tomillo con agua, pan, aceite de oliva y ajo puede ayudar notablemente a la dispepsia (empacho o indigestión) y a la convalecencia.
Modos de empleo

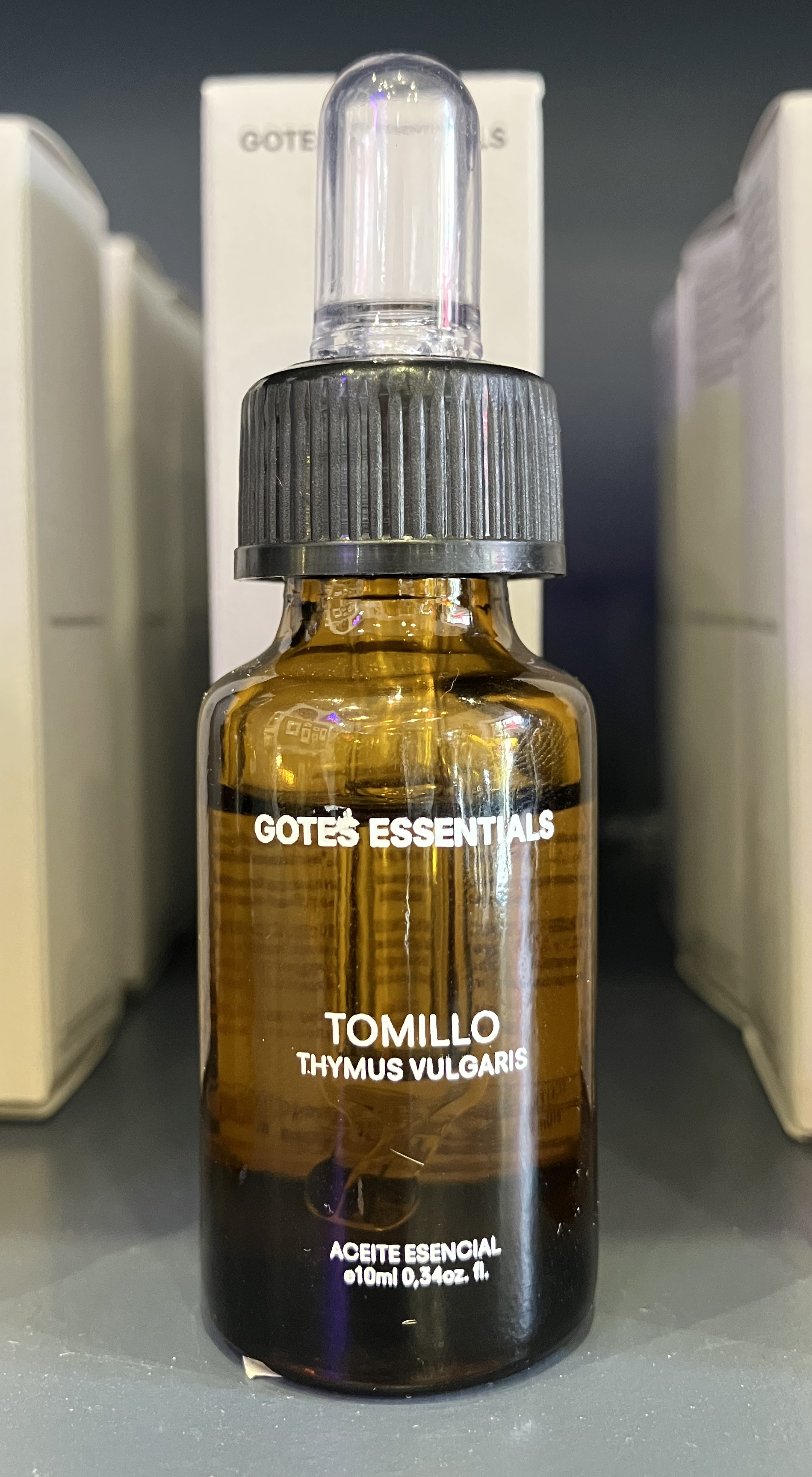
Aceite esencial de tomillo

El herbólogo italiano Poletti (1979) recomienda los siguientes métodos para obtener las propiedades terapéuticas del tomillo:
- Tisana, infusionando por un cuarto de hora una cucharada sopera de sumidades florales secas en un litro de agua caliente, y tomarse varias veces al día, siendo la primera en ayunas. El tratamiento se debe seguir por un periodo mínimo de tres meses. La proporción que ofrecen Rosselló y Armitt (2017) es de 10 a 20 g de la planta seca por cada litro de agua hirviendo, tomándose de tres a cuatro tazas diarias.
- Tintura, macerando durante diez días unos 20 g de sumidades florales secas en 80 g de alcohol 60°. Luego filtrarse y tomar 30-40 gotas entre dos y tres veces diarias. La tintura de tomillo es muy efectiva contra el acné. Se puede obtener esencia vertiendo cinco gotas sobre un terrón de azúcar.
- Vino, macerando durante quince días 25 g de sumidades florales secas en un litro de vino blanco seco. Luego filtrarse y tomarse como digestivo tras las comidas.
- Polvo, pulverizando hojas secas y mezclando el resultado con miel, mermelada, o lo que uno desee. El polvo de las hojas puede usarse como dentífrico, pues es inofensivo para el esmalte y tonifica las encías.[16]

En cuanto al uso externo, se pueden tomar baños calientes contra el reumatismo y masajes de fricciones con maceración alcohólica al 10%. Los baños calientes también tienen un efecto sedante en las personas. Las inhalaciones «secas» (que consisten en impregnar un pañuelo con aceite esencial de tomillo y respirar a través de dicho pañuelo) tienen un alto poder antiséptico sobre las vías respiratorias (bronquitis, por ejemplo), especialmente cuando el aceite de tomillo se mezcla con aceites esenciales extraídos de otras plantas también antisépticas tales como: lavanda, eucalipto, niaulí, etc. Los cataplasmas de tomillo hervido en vinagre calman el dolor de cabeza si se aplican sobre la frente. El aceite macerado de tomillo se usa en masajes sobre el cuerpo (o en cataplasmas) para aliviar los dolores reumáticos, tortícolis (aplicado caliente), ciática, torceduras o contusiones.

### Otros usos
En la Antigüedad se usaba para perfumar los templos.

## Taxonomía

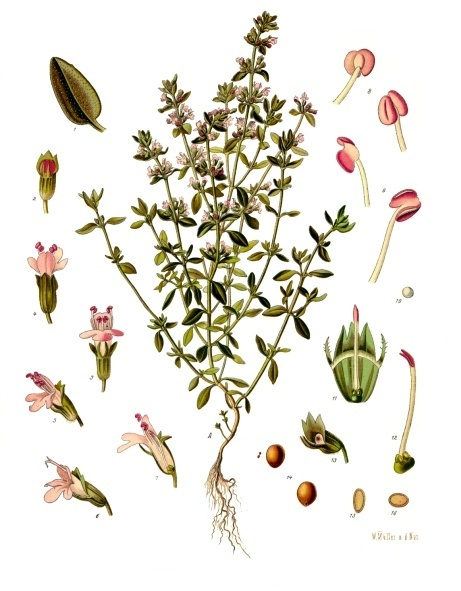
Ilustración del Köhler's Medizinal-Pflanzen

Thymus vulgaris fue descrita por Carlos Linneo y publicado en Species Plantarum 2: 591. 1753.
Citología
Número de cromosomas de Thymus vulgaris (Fam. Labiatae) y táxones infraespecíficos: 2n=60
Etimología
Véase: Thymus
vulgaris: epíteto latíno que significa "vulgar, común".
Variedades
- Thymus vulgaris subsp. aestivus (Reut. ex Willk. & Lange) A.Bolòs & O.Bolòs
- Thymus vulgaris subsp. vulgaris

Sinonimia
- Origanum thymus Kuntze
- Thymus collinus Salisb

subsp. aestivus (Reut. ex Willk. & Lange) A.Bolòs & O.Bolòs
- Origanum aestivum (Reut. ex Willk. & Lange) Kuntze
- Origanum micromerioides (Rouy) Kuntze
- Origanum valentinum (Rouy) Kuntze
- Thymus aestivalis Kit.
- Thymus aestivus Reut. ex Willk. &  M.Fabregat & M.B.Crespo
- Thymus valentinus Rouy

subsp. vulgaris
- Origanum webbianum (Rouy) Kuntze
- Thymus chinensis K.Koch
- Thymus ilerdensis González ex Costa
- Thymus micromerioides Rouy
- Thymus sublaxus Rouy
- Thymus webbianus Rouy[20]

## Nombres comunes
- Boja, bojas, estremoncello, estremoncillo, thymo con hojas más anchas, timoncillo, tomello, tomillo, tomillo alcanforado, tomillo ansero, tomillo blanco, tomillo borde, tomillo borriquero, tomillo caliza, tomillo común, tomillo de San Antonio, tomillo de a pie, tomillo de primavera, tomillo de un pie solo, tomillo fino, tomillo hediondo, tomillo limonero, tomillo negral, tomillo negrillo, tomillo royo, tomillo salsero, tomillo verde, tomillo vulgar, tremoncillo, tumillo.[21]